# John T. Koch
John T. Koch é um académico, historiador e linguista americano especializado em Celtologia, especialmente na pré-história e início da Idade Média. Foi o editor dos cinco volumes duma enciclopédia Histórica sobre a cultura celta: Celtic Culture: A Historical Encyclopedia. Também é conhecido como sedo o principal defensor da teoria Celta Ocidental.

## Biografia
Formou-se na Universidade de Harvard, onde obteve os graus de Master of Arts e Doutor em filosofia em Línguas e Literaturas Celtas em 1983 e 1985. Também estudou no Jesus College, Oxford, e na Universidade do País de Gales, Aberystwyth. Ensinou estudos celtas na Universidade de Harvard e no Boston College. 
Desde 1998, ele é pesquisador sénior ou leitor no Centro de Estudos Avançados Galês e Céltico da Universidade de Gales, onde supervisionou um projeto de pesquisa chamado Línguas Célticas e Identidade Cultural, cuja produção inclui os cinco- volume Cultura Celta: Uma Enciclopédia Histórica (2006) e Um Atlas para Estudos Celtas (2007).
Publicou vários livros sobre a língua, literatura e história irlandesa e galesa como The Celtic Heroic Age (publicado pela primeira vez em 1994, 4ª edição em 2003), em colaboração com John Carey ; The Gododdin of Aneirin (1997), uma edição, tradução e discussão do antigo poema galês Y Gododdin ; e numerosos artigos publicados em livros e periódicos. Uma gramática do galês antigo e um livro sobre o histórico Taliesin estão em andamento. 
Em 2007, John Koch recebeu uma cátedra  na Universidade do País de Gales. 
Koch supervisiona (como membro sénior e líder do projeto) o Ancient Britain and the Atlantic Zone Project (cobrindo a Irlanda, Armórica e a Península Ibérica ) no Centro de Estudos Avançados de Gales e Celtas da Universidade de Gales. Em 2009, Koch publicou um artigo,  mais tarde desenvolvido em livro, Tartessian: Celtic from the Southwest at the Dawn of History, detalhando como a língua tartessiana poderá ter sido a primeira língua celta. Seguiu-se o livro Tartessiano 2: Preliminares à Fonologia Histórica em 2011, centrado na inscrição das Mesas do Castelinho.

## Teorias
Koch é um dos principais defensor da teoria celta Ocidental. Ideia de que as línguas celtas são um ramo das línguas indo-europeias não a partir do vale do alto Danúbio, de onde se irradiaram para o oeste, mas na Europa Atlântica, incluindo o Sudoeste da Europa (Oeste da França e Norte e Oeste da Península Ibérica ), como uma combinação de uma língua descendente de línguas pré -indo-europeias proto-indo-europeias e nativas não -indo-europeias (relacionadas com o aquitano, ancestral da língua proto-basca, ibérica, e outras línguas não atestadas). A partir daí, elas espalharam-se para o leste até o Centro-Sul da Europa, incluindo a planície de Panónia , onde as primeiras formas do ProtoItálico já se teriam desenvolvido independentemente do Protoindo-Europeu. Esta língua ou línguas também influenciaram o pré-proto-germânico inicial, o ancestral direto do protogermânico, mas ainda não uma protolíngua totalmente germânica, (possivelmente localizada na costa sul do Mar Báltico ou em outro local do Centro-Norte da Europa ). e contribuiu para a sua ruptura com o continuum dialetal balto-eslavo / indo-iraniano (na área ocidental da cultura da cerâmica cordada ).
Esta ideia, tema de três volumes editados de uma série de Koch e Barry Cunliffe chamada Celtic from the West (2012–2016), é polémica.

## Obras
- Coeditor: Oxbow Books, ed. (2016). Celtic from the West 3: Atlantic Europe in the Metal Ages ― Questions of Shared Language. Col: Celtic Studies Publications series. [S.l.: s.n.] ISBN 978-1785702273
- University of Wales, Centro para Advanced Welsh and Celtic Studies, ed. (2013). Cunedda, Cynan, Cadwallon, Cynddylan: Four Welsh Poems and Britain 383–655. [S.l.: s.n.] ISBN 978-1907029134
- Coeditor: Oxbow Books, ed. (2013). Celtic from the West 2: Rethinking the Bronze Age and the Arrival of Indo-European in Atlantic Europe. Col: Celtic Studies Publications series. [S.l.: s.n.] ISBN 978-1842175293
- Oxbow Books, ed. (2013). Tartessian: Celtic from the Southwest at the Dawn of History. Col: Celtic Studies Publications series 2nd ed. [S.l.: s.n.] ISBN 978-1891271175
- Coeditor: Oxbow Books, ed. (2012). Celtic from the West: Alternative Perspectives from Archaeology, Genetics, Language and Literature. Col: Celtic Studies Publications series. [S.l.: s.n.] ISBN 978-1842174753
- Co-autor: ABC-CLIO, ed. (2012). The Celts: History, Life, and Culture. [S.l.: s.n.] ISBN 978-1598849646 (2 vols.).
- Oxbow Books, ed. (2011). Tartessian 2: The Inscription of Mesas do Castelinho – ro and the Verbal Complex – Preliminaries to Historical Phonology. Col: Celtic Studies Publications series. [S.l.: s.n.] ISBN 978-1907029073
- Oxbow Books, ed. (2007). An Atlas for Celtic Studies: Archaeology and Names in Ancient Europe and Early Medieval Ireland, Britain, and Brittany. Col: Celtic Studies Publications series. Oxford: [s.n.] ISBN 978-1842173091
- Editor ABC-CLIO, ed. (2006). Celtic Culture: A Historical Encyclopedia. Santa Barbara and Oxford: [s.n.] ISBN 185-1094407. E-book: ISBN 185-1094458 (4 vols.).
- Coeditor: The Celtic Heroic Age. Col: Celtic Studies Publications series 4th ed. [S.l.]: Oxbow Books. 2003. ISBN 978-1891271045 (2 vols.).
- Coeditor: University of Aberystwyth, ed. (2000). The Inscriptions of Early Medieval Brittany - Les inscriptions de la Bretagne du Haut Moyen Âge. [S.l.: s.n.]
- Ceditor: Oxbow Books, ed. (1999). Ildanach Ildirech: A Festschrift for Proinsias Mac Cana. Col: Celtic Studies Publications series. [S.l.: s.n.] ISBN 978-1891271014
- The Gododdin of Aneirin: Text and Context from Dark-Age North Britain. Col: Celtic Studies Publications series. [S.l.]: Oxbow Books. 1997. ISBN 978-0708313749
- Coeditor: Harvard University, ed. (1982). Proceedings of the Harvard Celtic Colloquium Volume II. [S.l.: s.n.]

## Nota
1. ↑  A interação provavelmente ocorreu no sudoeste da Europa e concorda com a localização histórica da língua aquitânica (Aquitano), Língua proto-basca, e as línguas ibéricas e também com as pesquisas de aDNA da Península Ibérica indicando a mistura com um grupo instrusivo poderoso, maioritariamente masculino, com ancestralidade estepária por volta de 2450 a.C., resultando na substituição total da ancestralidade paterna indígena por R1b-M269 por volta de 1900 a.C.